# إدوارد ديفيد
إدوارد هاينريش رادولف ديفيد (بالألمانية: Eduard Heinrich Rudolph David) ‏ (11 يونيو 1863، بروسيا – 24 ديسمبر 1930، برلين، ألمانيا) كان سياسيًا ألمانيًا وقائد أحد جماعات الحزب الديمقراطي الاشتراكي الألماني. تولى منصب وزير داخلية في جمهورية فايمار في الفترة من 21 يونيو 1919 إلى 3 أكتوبر 1919.

## روابط خارجية
- إدوارد ديفيد على موقع الموسوعة البريطانية (الإنجليزية)